# Of Kingdom and Crown
Of Kingdom and Crown (stilisiert als Øf Kingdøm and Crøwn) ist das zehnte Studioalbum der US-amerikanischen Thrash-Metal-Band Machine Head. Es erschien am 26. August 2022 über Nuclear Blast und ist das erste Konzeptalbum der Band.

## Entstehung
Nachdem zum Ende der Catharsis-Tournee Gitarrist Phil Demmel und Schlagzeuger Dave McClain Machine Head verlassen hatten, wurden am 29. September 2019 der Pole Waclaw „Vogg“ Kieltyka (Leadgitarre, Gründungsmitglied von Decapitated) und der Brite Matt Alston (Schlagzeug) als neue Mitglieder der Band vorgestellt. Es folgte eine Tournee anlässlich des 25-jährigen Jubiläums des Debütalbums Burn My Eyes, die aufgrund der COVID-19-Pandemie vorzeitig abgebrochen werden musste. Daraufhin veröffentlichten Machine Head zunächst diverse Singles. Mit der Single My Hands Are Empty erschien im November 2020 schließlich der erste Track, der sich auch auf Of Kingdom and Crown wiederfindet.

„Dieser Song [My Hands are Empty] (…) wir hatten irgendwie angefangen, damit herumzuspielen. Auf der letzten Catharsis-Tour gingen Jared und ich in ein Studio in North Carolina und haben ihn aufgenommen. (…) Für mich war es, als der Song zusammenkam, wie: ‚Oh, wir sind hier an etwas ganz Neuem dran‘ (…) Ich dachte: Wenn wir die ganze Platte um diesen einen Song herum aufbauen könnten (…) Ich glaube wirklich, dass wir da etwas Besonderes haben werden. Dieser Song war also sozusagen der Grundstein für Of Kingdom and Crown.“

Im Juni 2021 veröffentlichte die Band die EP Arrows in Words from the Sky, deren drei Titel ebenfalls unverändert für Of Kingdom and Crown übernommen wurden. Am 12. April 2022 erschien Choke on the Ashes of Your Hate inklusive zugehörigem Musikvideo als Vorab-Single und am 21. Juni der sechste Song des Albums Unhallowed. Von den insgesamt 10 Songs des Albums waren also bereits sechs vor Erscheinen bekannt, lediglich vier Lieder und die drei einminütigen Interludes waren am Erscheinungstag noch neu.
Aufgenommen wurde das Album in den Sharkbite Studios im kalifornischen Oakland. Wie schon beim Vorgängeralbum fungierte Zach Ohren neben Robb Flynn als Produzent. Navene Koperweiss (ehemals Animals as Leaders) wurde als Session-Schlagzeuger engagiert, da Alston pandemiebedingt nicht in die Vereinigten Staaten einreisen durfte. Koperweiss hatte zuvor schon die Single My Hands Are Empty und die drei Tracks von Arrows in Words from the Sky eingespielt, weshalb ein Engagement auch für die restlichen Songs des Albums nahelag. Gemixt wurde Of Kingdom and Crown von Colin Richardson, der zuvor bereits die Mischung für fünf Machine Head Studioalben übernommen hatte, darunter Burn My Eyes und The Blackening. Das Mastering übernahm Ted Jensen.
Robb Flynn ist der Haupt-Komponist aller Songs des Albums. Bassist Jared MacEachern beteiligte sich mit Riffs, Songtexten und Gesangsmelodien. Von Leadgitarrist Wacław Kiełtyka stammen Riffs zu Unhallowed und Bloodshot sowie Arrangement-Ideen.

„Im Grunde haben wir mit dem Schreiben des Albums kurz vor der Pandemie begonnen, wir waren auf der "Burn My Eyes 25th Anniversary"-Tour (…) Und dann schlug die Pandemie zu. Wir waren alle eingesperrt und schrieben einfach weiter (…) Wir mailten Riffs herum. Ich schrieb ein Riff und schickte es an Jared und sagte: ‚Hey, mach das fertig‘ oder ich schickte es an Vogg und sagte: ‚Hey, ich weiß nicht, wie es mit diesem Riff weitergehen soll, schreib etwas!‘ Und dann, als der Lockdown endete, konnten wir uns zusammentun und haben einfach weiter gemacht.“

Das Album wurde am 12. April 2022 zusammen mit der Single Choke on the Ashes of Your Hate angekündigt. Es ist auf verschiedenen Tonträgern erhältlich, darunter auch 16 Vinylformate, die allerdings erst am 25. November 2022 veröffentlicht werden. Das Albumcover wurde von Seth Siro Anton entworfen.

## Hintergrund
Of Kingdom and Crown ist ein Konzeptalbum und erzählt die Geschichte zweier Männer, deren Lebenswege sich durch eine Blutfehde kreuzen. Schauplatz der Handlung ist postapokalyptisches, zerfallenes Ödland mit karmesinrot gefärbtem Himmel. Erster Protagonist ist Ares, der die Liebe seines Lebens Amethyst verliert und daraufhin einen Rachefeldzug gegen die gefährliche Sekte antritt, die für ihren Tod verantwortlich ist. Sein Gegenspieler ist Eros, der seine Mutter durch eine Überdosis Drogen verliert. Traumatisiert und depressiv gerät er an den charismatischen Führer der Sekte und startet mit ihnen jenen Amoklauf, bei dem Amethyst getötet wird. Das Konzept ist lose durch die japanische Anime-Serie Attack on Titan inspiriert, auf die Robb Flynn durch seine Söhne aufmerksam wurde. Laut Flynn gibt es in der Geschichte keinen „guten“ bzw. „schlechten“ Typen. Beide Charaktere glauben, das Richtige zu tun. Dennoch begehen sie Gräueltaten.
Der Eröffnungstrack Slaughter the Martyr führt den Charakter Ares ein und erzählt seine Herkunftsgeschichte. Er hat gerade die Liebe seines Lebens verloren und ist darum voller Wut und Mordlust. Mit 10:25 Minuten Länge ist Slaughter the Martyr der zweitlängste Machine-Head-Song (nach Clenching the Fists of Dissent, dem Eröffnungstrack des Albums The Blackening mit 10:36 Minuten). Become the Firestorm schrieb Robb Flynn unmittelbar nach dem Tod seiner Mutter, die seinen Worten zufolge medikamentenabhängig war. In seinem Podcast beschreibt er diese Zeit als extrem schwierig, häufig habe er sich machtlos gefühlt. Gleichzeitig habe ihn ihr Tod unglaublich wütend gemacht – Grundlage für den Songtext zu Become the Firestorm. Das erste Interlude Overdose beschreibt passend dazu im Anschluss als Hörspiel den Drogentod von Eros’ Mutter mit dem charakteristischen EKG-Dauerton. Mit dem dann folgenden Song My Hands Are Empty beginnt Eros’ Depression. Der Text zu Unhallowed erzählt aus Eros’ introspektiver Sicht von dieser Depression und seinem damit verbundenen Abgleiten in den Wahnsinn. Sein Zustand sorgt für den ersten Wendepunkt der Geschichte. Musikalisch ist Unhallowed eine Kollaboration zwischen Flynn, MacEachern und Kiełtyka. Von Letztem stammt das Gitarrenriff zu den Strophen des Songs. Laut eigenen Angaben hatte er es bereits vor 12 Jahren geschrieben, aber keine Verwendung dafür in den Songs seiner ersten Band Decaptiated gefunden. Vom neunten Track No Gods, No Masters wurde ein Musikvideo produziert und zeitgleich mit dem Album am 26. August 2022 veröffentlicht. Flynn ist nach eigenen Worten besonders stolz auf den Refrain, dem er Hymnen-Charakter zuschreibt und seine besondere Live-Qualität hervorhebt. Das anschließende Bloodshot ist musikalisch eine Kollaboration zwischen Flynn, MacEachern und Kiełtyka. Der letzte Song des Albums Arrows in Words from the Sky entstand während Flynns Urlaub auf den Turks- und Caicosinseln der Karibik.

„Ich habe [Arrows in Words from the Sky] auf meiner Akustikgitarre geschrieben, als ich am Strand spazieren ging (...) Ich wollte einen Song schreiben, den die Leute mit mir gemeinsam singen wollen.“

## Rezeption

### Rezensionen
Eine der ersten Rezensionen stammte von The-Haunted-Gitarrist und Internet-Persönlichkeit Ola Englund, der Of Kingdom and Crown als "pretty fucking legit" beschrieb und insbesondere das Riffing, den mächtigen Gitarrensound und den verbesserten Clean-Gesang hervorhob. Für ihn sei das Album eine Zusammenfassung von allem, was Machine Head bisher veröffentlicht hätten. Die stilisierten Os der Album- und Songtitel hingegen kritisiert Englund. Thomas Kupfer vom deutschen Rock Hard vergibt 9 von 10 Punkten und beschreibt Of Kingdom and Crown als "stilistische Kurskorrektur und Rückbesinnung auf die eigenen Stärken". Das Album wechsele "geschickt zwischen Brutalität (´Bloodshot´) und melodiösen Parts, die oftmals cleanen Gesang enthalten und von tollen Gesangsharmonien begleitet werden. Basser Jared MacEachern und vor allem Robb Flynn haben sich gesanglich enorm verbessert, was Stücke wie ´My Hands Are Empty´, ´Unhallowed´ oder der Albumcloser ´Arrows In Words From The Sky´ beweisen. Machine Head erfinden sich (...) nicht neu, aber sie haben ihren Stärken einige frische Facetten hinzugefügt". Ähnlich sieht es Sebastian Kessler vom deutschen Magazin Metal Hammer und bezeichnet das Album als "eine Rückbesinnung auf The Blackening (2007) und Unto the Locust (2011) - auf jene Phase also, in der" Machine Head "die perfekte Balance zwischen Thrash-, Nu- und Heavy Metal gefunden hatte (...) Wann immer man glaubt, das Album sei auserzählt, überrascht es mit einer weiteren Wendung – also exakt so wie Machine Head als Ganzes. Of Kingdom and Crown mag - für Machine Head-Verhältnisse - nicht sonderlich innovativ sein, dafür aber stets kompetent, manchmal sogar begeisternd umgesetzt." Die stilisierten Os im Albumtitel und dem Songtiteln bezeichnet Kessler hingegen als „peinlich“ und bewertet das Album mit 5,5 von 7 Punkten. Stefan Reuter vom deutschen Magazin Visions schreibt, Machine Head verzichteten „auf unnötige Sperenzchen..., um eine Stunde lang den Vorschlaghammer zu schwingen“. Weil Of Kingdom and Crown das „beste Machine-Head-Album seit Unto the Locust“ sei vergibt Reuter neun von zwölf Punkten. Dom Lawson hebt auf dem Internetportal Blabbermouth.net ebenfalls das "brillante Riffing" hervor und vergibt 10 von 10 Punkten. Of Kingdom and Crown sei "die beste Platte, die Machine Head je gemacht" hätten.

### Charts und Chartplatzierungen
Während Of Kingdom and Crown in der Schweiz die höchste Chartplatzierung der Bandgeschichte erreichte verfehlten Machine Head zum ersten Mal seit dem Debütalbum die US-amerikanischen Albumcharts.
| ChartsChartplatzierungen     | Höchstplatzierung | Wochen |
| ---------------------------- | ----------------- | ------ |
| Deutschland (GfK)            | 6 (7 Wo.)         | 7      |
| Österreich (Ö3)              | 6 (4 Wo.)         | 4      |
| Schweiz (IFPI)               | 3 (3 Wo.)         | 3      |
| Vereinigtes Königreich (OCC) | 27 (1 Wo.)        | 1      |

## Bestenlisten
| Publikation     | Liste                               | Werk                 | Platz |
| --------------- | ----------------------------------- | -------------------- | ----- |
| Kerrang         | The 50 best albums of 2022          | Of Kingdom and Crown | 35    |
| laut.de         | Die Metal-Alben des Jahres          | Of Kingdom and Crown | 22    |
| Metal.de        | Die 50 besten Alben des Jahres 2022 | Of Kingdom and Crown | 40    |
| Metal Hammer UK | Albums of 2022                      | Of Kingdom and Crown | 11    |
| Revolver        | 25 Best Albums of 2022              | Of Kingdom and Crown | 18    |